# گنجشک دریاکنار تیره
گنجشک دریاکنار تیره (نام علمی: Ammospiza maritima nigrescens) یک زیرگونه بدون کوچ از گنجشک دریاکنار بود که در فلوریدا در باتلاق‌های نمک طبیعی جزیره مریت و در امتداد رودخانه سنت جانز یافت می‌شود. آخرین فرد قطعی شناخته شده در سال ۱۹۸۷ در جزیره کشف والت دیزنی ورلد درگذشت، و این زیرگونه رسماً در دسامبر ۱۹۹۰ منقرض شد.